# 罗马雷达球场
罗马雷达球场（西班牙語：Estadio de La Romareda），是西班牙萨拉戈萨市的一个体育场。该球场建立于1957年9月8日，观众容量达34,596人。目前，罗马雷达球场是皇家萨拉戈萨队的主场所在地。

## 1982年世界杯足球赛
1982年世界杯，罗马雷达球场举办了三场第一轮比赛。

### 第一轮
罗马雷达球场举办了三场小组赛阶段第一轮的比赛。
| 1982年6月17日 | 南斯拉夫 | 0–0  | 北爱尔兰 | 萨拉戈萨罗马雷达球场                     |
| 21:00 CEST    |          | 報告 |          | 入場人數： 25,000 ： 埃里克·弗雷德里克松 |

| 1982年6月21日 |          | 1–1  | 北爱尔兰      | 萨拉戈萨罗马雷达球场        |
| 21:00 CEST    | 莱恩 60' | 報告 | 阿姆斯特朗 9' | 入場人數： 15,000 ： 陳譚新 |

| 1982年6月24日 |  | 0–1  | 南斯拉夫           | 萨拉戈萨罗马雷达球场                                 |
| 21:00 CEST    |  | 報告 | 彼得罗维奇 88'（） | 入場人數： 25,000 ： 加斯东·埃德蒙多·卡斯特罗·马库克 |